# 아르튀르 보카
에티엔느 아르튀르 보카(프랑스어: Etienne Arthur Boka, 1983년 4월 2일 ~)는 코트디부아르의 전 축구 선수다.

## 선수 경력
많은 코트디부아르의 성공적인 선수들과 마찬가지로, 그는 고향 클럽 ASEC 미모사에서 축구를 시작하였다. 그는 콜로 투레, 에마뉘엘 에부에, 아루나 댕단 등의 선수들의 엘리트 코스를 밟았다. 그는 아비장의 거리에서 축구를 하다가 발굴되어 합류하였다. 그는 ASEC 미모사의 아카데미를 졸업한 후, 2002년, 벨기에의 KSK 베버렌에 합류하여 인상적인 모습을 보이고, 프랑스 리그 1의 RC 스트라스부르로 2004-05 시즌에 이적하였다. 그는 스트라스부르에서 더 좋은 모습을 보였으나, 2005-06 시즌에 팀이 강등당하였고, 그는 독일 분데스리가의 VfB 슈투트가르트로 이적하였다. 그는 레프트 백에서 공격적인 성향을 띠어, 그는 "아프리카의 호베르투 카를루스"라는 별명을 얻게 하였다.
2009년 1월 14일, 그는 2012년 여름까지 VfB 슈투트가르트와 연장 계약을 체결하였다.
보카는 2014년 5월 1일, 스페인 프리메라리가의 말라가로 이적하였다. 계약 기간은 2년이다.
그는 코트디부아르 축구 국가대표팀으로 83경기 출장하였고, 2006년 FIFA 월드컵에 참가하여, 3번의 조별리그 경기에 출장하여, 1어시스트를 기록하였다. 보카는 작은 체구에 민첩한 속도를 가지고 있다. 그는 총 5번의 아프리카 네이션스컵과 3번의 FIFA 월드컵을 경험하였다.

## 수상

### 클럽
RC 스트라스부르
- 프랑스 리그 컵: 2005

VfB 슈투트가르트
- 분데스리가: 2006-07
- DFB-포칼 준우승: 2006-07

코트디부아르
- 2006년 아프리카 네이션스컵 준우승
- 2008년 아프리카 네이션스컵 4위
- 2012년 아프리카 네이션스컵 준우승